# 44368 Andreafrigo
44368 Andreafrigo este o planetă minoră (asteroid) din centura de asteroizi. A fost descoperită pe 23 septembrie 1998 la osservatorio astronomico Santa Lucia Stroncone⁠(d) de osservatorio astronomico Santa Lucia Stroncone⁠(d). 
Obiectul prezintă o orbită caracterizată de o semiaxă mare de 2,7430645482417 UAi, o excentricitate de 0,15197283555327, o înclinație de 8,5582620537768 ° în raport cu ecliptica.